# ࢿ
Tāʾ petit v suscrit ‹  › est une lettre additionnelle de l’alphabet arabe utilisée dans l’écriture du hindko. Elle est composée d’un tāʾ ‹ ت › diacrité d’un petit v suscrit.

## Représentation informatique
Le tāʾ ouvert petit v suscrit peut être représenté avec les caractères Unicode suivants (arabe étendu A) :
| formes | représentations | chaînes de caractères | points de code | descriptions             |
| ------ | --------------- | --------------------- | -------------- | ------------------------ |
| lettre | ࢿ               | ࢿ                     | U+08BF         | lettre arabe té’ petit v |